# Битва при Пилосе
Битва при Пилосе — сражение между афинянами и спартанцами за обладание Пилосом во время Пелопоннесской войны.

## Предшествовавшие события
Военная кампания Пелопоннесской войны 425 г. до н. э. началась с потери афинянами сицилийской Мессены и очередного вторжения пелопоннесцев в Аттику во главе с царём Агисом.
В свою очередь, афиняне отправили на Сицилию эскадру в 40 триер под командованием Эвримедона и Софокла. Военачальники имели приказ, проходя мимо Керкиры, оказать помощь сторонникам афинян в междоусобной борьбе на этом острове. Демосфен, проживавший в Афинах как частное лицо, получил разрешение воспользоваться этими сорока кораблями для военных операций в пелопоннесских водах.
Афинская эскадра, проплывая мимо Лаконики, получила информацию о прибытии на Керкиру пелопоннесской эскадры. Эвримедонт и Софокл приняли решение поторопиться на Керкиру, но Демосфен предложил высадиться у Пилоса и лишь затем следовать на Керкиру. Поднявшаяся буря отнесла афинские корабли к Пилосу. Демосфен предложил укрепить это место, указывая на то, что здесь удобная гавань, много камней и леса, а сама местность не защищена и необитаема на большом протяжении. Кроме того, Пилос находится на земле враждебных спартанцам мессенцев в 400 стадиях от Спарты (70 км) и может послужить удобной базой для боевых операций против спартанцев.
Демосфену не удалось убедить ни командующих эскадрой, ни других военачальников. Однако воины, вынужденные бездействовать во время бури, сами решили возвести укрепления. Места, наиболее уязвимые для атак с суши, за шесть дней были обнесены укреплениями. Демосфену оставили в Пилосе пять кораблей, а остальная афинская эскадра отправилась выполнять первоначальное задание.
Спартанцы поначалу не придали большого значения высадке афинян, но потом спешно отозвали из Аттики своё войско, пробывшее там всего 15 дней. К Пилосу были отправлены сухопутные войска и 60 кораблей, находившихся у Керкиры. Демосфен же послал два корабля за помощью — к Эвримедонту и афинской эскадре, находившейся у Закинфа.
Спартанцы намеревались атаковать афинские укрепления, защищаемые небольшим количеством людей, а также запереть пилосскую гавань своими кораблями. Одновременно на остров Сфактерия, защищавший гавань, высадились 420 спартанцев во главе с Эпитадом.
Демосфен в ответ принял свои меры. Он вытащил три оставшиеся триеры на сушу, а их экипажи вооружил ивовыми щитами, полученными с пиратского мессенского корабля. 40 мессенских гоплитов с него он присоединил к своим людям. Воинов он расставил в самых укреплённых местах.

## Ход сражения
Спартанцы, у которых было 43 триеры под командованием Фрасимелида, начали штурм одновременно с суши и моря именно в тех местах, где ожидал Демосфен. Спартанцам из-за недостатка места пришлось производить высадку по частям, они столкнулись со стойкой обороной афинян. Получилось так, что афиняне на суше отражали атаку спартанского флота, хотя афиняне традиционно были хорошими моряками, а спартанцы обладали отличной пехотой.
Афиняне успешно отражали спартанские атаки весь первый день и часть второго, после чего спартанцы были вынуждены отступить. На третий день спартанцы отправили часть кораблей за брёвнами для военных машин на север — к городку Асине.
В то же время из Закинфа на помощь афинянам прибыли сорок триер, включая несколько кораблей из Навпакта и Хиоса. Увидев, что побережье и Сфактерия заняты вражескими гоплитами, афиняне провели ночь в открытом море у островка Прота. На следующий день они выстроились в боевой порядок и вызвали спартанские корабли на бой. Однако спартанцы не вышли в море и даже не заперли гавань, продолжая готовить флот к сражению. Заметив это, афиняне сами вошли в гавань, обратили в бегство готовые к бою спартанские корабли, пять из них захватили, один из которых — с экипажем, а многие повредили. Сражение на море перекинулось и на побережье, когда афиняне ударили на спартанские корабли, ещё принимавшие команду. Битва шла прямо в прибрежной полосе прибоя, причём спартанцам пришлось в полном вооружении сражаться в воде и удерживать свои корабли руками. В сражении отличился Брасид, потерявший в бою свой щит. 
Спартанцы потерпели поражение, хотя им и удалось спасти некоторые свои корабли без экипажей. Одержав победу, афиняне поставили трофей и выдали спартанцам тела павших. Затем афиняне отправили свои триеры следить за спартанцами на Сфактерии.

## Последствия
Спартанский гарнизон был заперт на острове Сфактерия афинским флотом. Гавань теперь контролировалась афинской эскадрой. Поняв, что их постигло страшное бедствие на своей земле, спартанцы спешно заключили с афинянами перемирие. В дальнейшем афиняне предприняли штурм Сфактерии и захватили в плен выживших спартанцев.